# Hilaire Belloc
(Hilaire Belloc, in una lettera all'amico G.K Chesterton - 11 dicembre 1907)
Joseph Hilaire Pierre René Belloc (La Celle-Saint-Cloud, 27 luglio 1870 – Guildford, 16 luglio 1953) è stato uno scrittore, politico, storico e poeta francese naturalizzato britannico.
Belloc è considerato uno dei più versatili e prolifici autori inglesi del Novecento. Egli fu anche promotore della teoria economica del distributismo, che contribuì a sviluppare insieme all’amico G.K. Chesterton, con il quale instaurò un profondo legame intellettuale e personale, noto come Chesterbelloc, che divenne simbolo di un pensiero cattolico raffinato e originale.
Dal 1906 al 1910 fu deputato per il partito liberale britannico, distinguendosi come uno dei pochi cattolici presenti nel parlamento inglese.

## Biografia
(Hilaire Belloc durante un comizio politico a South Salford nel 1906)

Firma di Hilaire Belloc

Hilaire Belloc nacque a La Celle-Saint-Cloud, in Francia (vicino a Parigi), da padre francese e madre inglese, e crebbe in Inghilterra.
Sua madre, Elizabeth Rayner Parkes (1829-1925), nipote del chimico inglese Joseph Priestley, fu anch'essa scrittrice. Sposò Louis Belloc nel 1867; dopo soli cinque anni di matrimonio, Louis morì, non prima di essere stato distrutto finanziariamente da un crollo dei mercati azionari. La giovane vedova riportò quindi in Inghilterra il figlio, assieme alla sorella Marie, dove Hilaire prese dimora e fu educato alla scuola oratoriana del cardinale John Henry Newman, prestando tuttavia servizio militare nei ranghi dell'artiglieria francese, presso un reggimento vicino a Toul nel 1891.
L'anno precedente aveva conosciuto una ragazza irlandese, Elodie Hogan; dopo aver compiuto due traversate dell'Atlantico per raggiungerla in California dove risiedeva, giungendo entrambe le volte alla costa pacifica americana in modo fortunoso, Hilaire la sposò e la coppia si trasferì nel Sussex. Laureatosi in storia ad Oxford, Hilaire si dedicò attivamente al giornalismo e, nel 1900 conobbe Gilbert Keith Chesterton, con cui iniziò a collaborare al periodico The Eye Witness. Gli anni successivi furono segnati da lutti: Elodie morì nel 1914, lasciando un segno indelebile sul giovane vedovo che mantenne il lutto per il resto della sua vita vestendosi sempre di scuro e usando solo carta listata a lutto, nel 1918 il figlio maggiore, Louis, cadde nella Grande Guerra e nel 1942 il minore, Peter, fu ucciso durante la Seconda Guerra Mondiale.

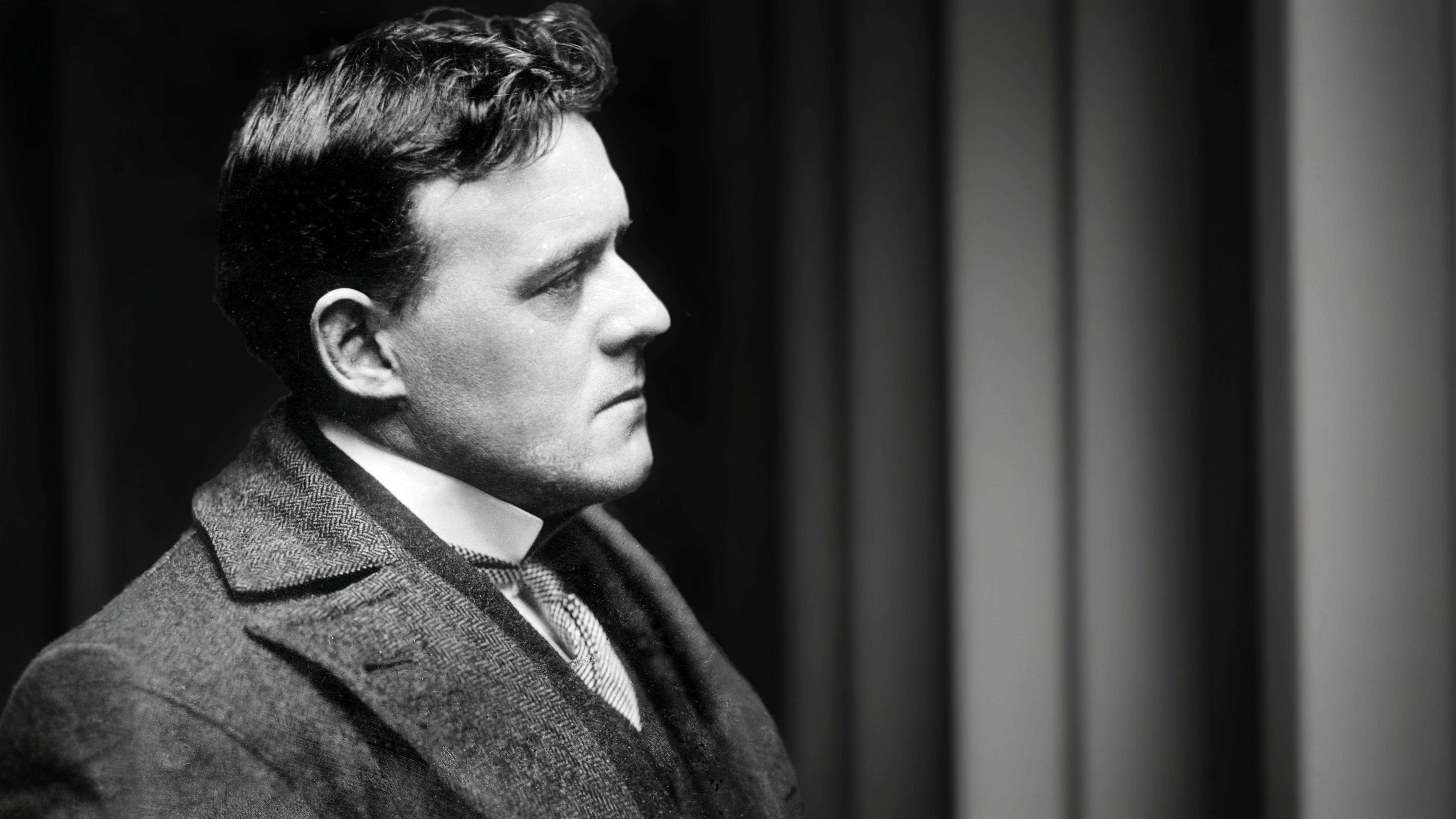
Belloc nel 1910

Fu autore prolifico in generi estremamente diversi, dalla storia militare, alla poesia, alla narrativa, scrivendo romanzi storici e polizieschi ed eccellendo nei racconti di viaggio, resoconti dei percorsi effettuati quasi sempre a piedi per le strade d'Europa, con lo spirito del pellegrino e la curiosità per il colore locale, la cultura, l'atmosfera dei paesi attraversati, nonché polemista attivo su molti temi di attualità dell'epoca. Strinse un sodalizio intellettuale con G. K. Chesterton, destinato a durare sino alla morte di questi, tanto che George Bernard Shaw coniò il termine chesterbelloc per indicare la loro collaborazione.
Belloc fu famoso, assieme a H.G. Wells, George Bernard Shaw, e Gilbert Keith Chesterton, per i dibattiti che li videro impegnati per una generazione. Per Belloc, la domanda più importante per ogni essere umano è: "Cosa pensi a proposito della fede?". La differente risposta offerta da queste eminenti personalità è alla base di molte sue battaglie intellettuali.

## Il pensiero storico, politico ed economico

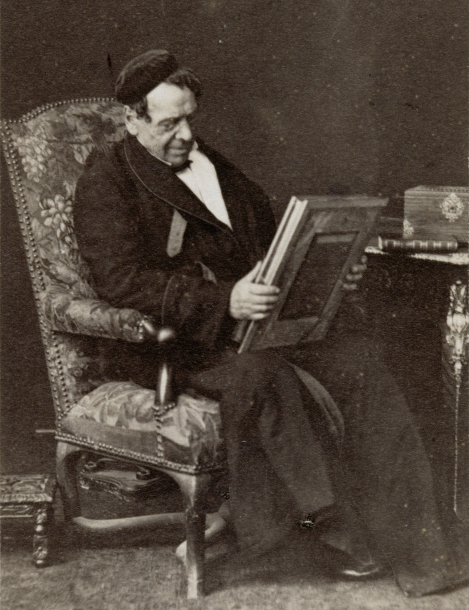
Jean-Hilaire Belloc nel suo studio

Due dei suoi saggi più famosi sono Lo Stato servile (1912) e L'Europa e la fede (1920).
Assieme ad altri autori contemporanei (G. K. Chesterton, Cecil Chesterton, Arthur Penty) Belloc ha sostenuto il sistema socioeconomico del distributismo.
Ne Lo Stato servile scrive: «Definiamo Stato servile l'ordinamento di una società nella quale il numero di famiglie e di individui costretti dalla legge a lavorare a beneficio di altre famiglie e altri individui è tanto grande da far sì che questo lavoro si imprima sull'intera comunità come un marchio.»
Con queste lapidarie parole, Belloc scolpisce i connotati identificativi delle società evolute del nostro secolo. Capitalismo da un lato e socialismo dall'altro, a dispetto dei loro proclami inneggianti alle libertà, hanno assoggettato la massa degli individui a una nuova schiavitù. E se questi due modelli, per il resto antitetici, hanno un elemento che li fa simili, esso è l'esproprio della libertà del cittadino che entrambi ugualmente operano: il primo indennizzandone il prezzo con i lauti consumi che è in grado di assicurare; il secondo con la sussistenza e la previdenza garantite.
Come ne Lo Stato servile, scritto dopo che la sua carriera politica si era conclusa, anche in altri lavori ha criticato l'ordine economico moderno e il sistema parlamentare, difendendo il distributismo in opposizione sia al capitalismo che al socialismo. Belloc argomentò che il distributismo, in prospettiva storica, non era un nuovo programma economico, bensì la proposta di tornare all'economia prevalente in Europa per i mille anni in cui era stata cattolica.
Con questi argomenti come cornice di riferimento, scrisse una lunga serie di biografie polemiche di personaggi storici, tra cui Oliver Cromwell, Giacomo II d'Inghilterra, Napoleone, Armand-Jean du Plessis (cardinale Richelieu), con le quali si distinse come un ardente difensore del cattolicesimo ortodosso (esaminando gli enormi danni che, dal suo punto di vista, la Riforma protestante e il nazionalismo di Richelieu e, due secoli dopo, di Bismarck avrebbero arrecato all'Europa) e fu un critico di molti aspetti del mondo moderno. A questo proposito scrisse ne L'Anima Cattolica dell'Europa:

## Opere
Elenco parziale.
- The Bad Child's book of Beasts, 1896.
- Danton: A Study, 1899.
- La via di Roma (The Path to Rome, 1902), traduzione di R. Por, Alba, Ed. Paoline, 1966. - Cantagalli, Siena, 2011.
- Caliban's Guide to Letters, 1903.
- Avril: Essays on the French Renaissance, 1904.
- The Old Road: from Canterbury to Winchester, 1904.
- Cautionary Tales for Children: Designed for the Admonition of Children between the ages of eight and fourteen years (1907)
- Mr. Clutterbuck's Election, 1908.
- On Nothing and Kindred Subjects, 1908.
- The Eye-Witness, 1908.
- A Change in the Cabinet, 1909.
- On Something, 1910.
- Pongo and the Bull, 1910.
- On Anything, 1910.
- Verses, 1910.
- First and Last, 1911.
- The Battle of Blenheim, 1911.
- This and That and the Other, 1912.
- Crecy, 1912.
- Tourcoing, 1912.
- Lo Stato servile (The Servile State, 1912), a cura di V. Maggitti, Macerata, LiberiLibri, 1993-2012, ISBN 978-88-85-14009-7.
- Poitiers, 1913.
- The Stane Street, 1913.
- General Sketch of the European War (2 voll.), 1915-16.
- The Two Maps of Europe, 1915.
- L'Europa e la Fede (Europe and the Faith, 1920), Rimini, Il Cerchio, 2003, ISBN 978-88-84-74031-1.
- Gli Ebrei (The Jews, 1922), Cavinato, 2005, ISBN 978-88-90-15708-0.
- The Mercy of Allah, 1922.
- On, 1923.
- A Conversation with a Cat, and Others, 1931.
- Usury, 1931.
- An Essay on the Restoration of Property, 1936.
- Sulla traduzione, a cura di Elena Olivari, Brescia, Morcelliana, 2009, ISBN 978-88-37-22341-0. [lezione tenuta all'Università di Oxford negli anni Trenta]
- Elisabetta regina delle circostanze. Un mito creato dalla Riforma protestante (Elisabeth: Creature of Circumstance, 1942), Verona, Fede & Cultura, 2015, ISBN 978-88-64-09423-6.
- La Rivoluzione francese. Le colpe della ragione, le responsabilità della Chiesa (The French Revolution, 1915), Verona, Fede & Cultura, 2016, ISBN 978-88-64-09489-2.
- Napoleone. Il sogno infranto di un'Europa unita (Napoleon, 1932), Verona, Fede & Cultura, 2018, ISBN 978-88-64-09604-9.
- Giovanna d'Arco. La guerriera di Dio (Joan of Arc, 1929), Verona, Fede & Cultura, 2018, ISBN 978-88-64-09623-0.